# José María Andreu Bellido
José María Andreu Bellido fou un advocat i polític valencià, president de la Diputació d'Alacant durant la restauració borbònica. Llicenciat en dret, a més d'exercir d'advocat es va dedicar als negocis immobiliaris, de manera que el 1921 era un dels majors contribuents d'Alacant. El juliol de 1883 va ser nomenat jutge de primera instància de Cocentaina i en 1898 magistrat suplent de l'Audiència provincial. El 1894-1895 va ser revisor de la Junta directiva de la Societat Econòmica d'Amics del País.
Inicialment va militar al Partit Liberal Fusionista, amb el que fou escollit diputat provincial pel districte de Cocentaina-Pego en 1888, però després es va passar al Partit Conservador. amb el que seria escollit diputat provincial pel districte de la Vila Joiosa-Xixona el 1903. Dins del partit va donar suport el lideratge inicialment del duc de Tetuán, i quan aquest va morir, successivament de Francisco Silvela i Antoni Maura i Montaner. De 1905 a 1906 fou president de la Diputació d'Alacant.